# Згленицкий, Витольд
Витольд Леон Юлиан Згленицкий, Леонид Константинович Згленицкий (пол. Witold Leon Julian Zglenicki; 6 января 1850, Стара Варгава, ныне гмина Витоня Лодзинского воеводства, Привисленский край — 3 июля 1904, Баку) — польский и российский геолог, основоположник добычи нефти из-под дна Каспия, филантроп, «польский Нобель».

## Биография
Родился в Польском царстве, в мазовецкой деревне Варгава Стара. В 1859—1866 годах учился в губернской гимназии Плоцка. В 1870 году окончил физико-математический факультет Варшавского университета, в 1875 году с отличием окончил Горный институт в Санкт-Петербурге. 5 июля 1875 года получил назначение на работу на рудник в Сухеднюве (Келецкая губерния). 15 мая 1876 года был назначен директором металлургического завода в Мрочкове. Проработав здесь 3 года, 15 марта 1879 года был произаедён в титулярные советники, 12 августа 1883 года – коллежские асессоры. В 1891 году Витольд Згленицкий переехал в Баку, где начал работать экспертом в Бакинском экспертном управлении. За свою плодотворную деятельность здесь он получил чин надворного советника в 1897 году и чин коллежского советника в 1901 году.
В Баку, помимо своей работы, Згленицкий занимался модернизацией методов добычи нефти. Он разработал не только концепцию буровой платформы, но и ряд изобретений, облегчающих бурение, например, прибор для измерения кривизны нефтяных скважин, а также некоторые технические решения, позволяющие быстрее и на большую глубину бурить стволы. Он определил местонахождение ряда нефтяных месторождений на дне Каспийского моря. Згленицкий выступил с предложениями о добыче нефти с морского дна, однако они не были приняты. В 1900 году был награждён Мозафереддин-шах Каджаром орденом «Шири-Хуршид». При его поддержке и поддержке братьев Рыльских в 1912 году в Баку был построен костёл Пресвятой Девы Марии. Костел снесли в 1930-е годы.
В 1901 году Згленицкий узнал, что болен сахарным диабетом. Поскольку в то время было невозможно вылечить диабет, он в 1904 году составил завещание. Значительную часть своего состояния завещал Фонду имени Мяновского, оказывавшему поддержку польской науке, и другим благотворительным организациям.
Витольд Згленицкий умер 6 июля 1904 года в Баку. Похоронен в Польше, в деревне Воля-Келпиньска (ныне — гмина Сероцк Мазовецкого воеводства).

## Память
За свою деятельность в Баку получил прозвище «Польский Нобель».
В 1963 году в польском городе Плоцке улица, ведущая от нефтеперерабатывающего завода к центру города, была названа именем Витольда Згленицкого. О Згленицком было снято несколько фильмов: «Кавказская биография» (1973, режиссёр Рышард Бадовский), «Витольд Згленицкий и другие» (1988, режиссёр Владислав Василевский), «Польский Нобель» (2008, режиссёр Адама Рогала).
В 1975 году Згленицкому был установлен памятник в Плоцке. С 1989 года в Польше функционирует Гимназия имени Витольда Згленицкого. В 2003 году был создан научный фонд «Витольд Згленицкий», оказывающий поддержку школам, университетам и исследовательским центрам.
13 июня 2012 года в честь 540-летия установления дипломатических отношений между Азербайджаном и Польшей в школе имени Згленицкого, расположенной в Польше, была открыта мемориальная доска в память о Витольде Згленицком. Мемориальная доска установлена по инициативе посольства Азербайджана в Польше.
В феврале 2024 года в Национальном музее истории Азербайджана состоялась церемония презентации книги профессора Анджея Яна Ходубского «Польский Нобель», посвящённой Згленицкому.

## Семья
- Сын — Анатоль (1896—1960).